# Space Time Continuum
Space Time Continuum is het vierde officieel uitgebrachte muziekalbum van Steve Humphries onder de naam Create. Opnieuw retro elektronische muziek in de trand van de beginjaren van Tangerine Dream, maar wel gespeeld op moderne apparatuur. Het album is opgenomen in The Backroom Studio, de eigen studio van Humprhies.

## Composities
Allen door Humphries:
1. Space time continuum (15:45)
2. Ghost in the machine (12:09)
3. Cryogenics (12:52)
4. Footprints in the sand (13:08)
5. Fading lights grow brighter (7:32)